# World Piece Tour
World Piece Tour var det brittiska heavy metalbandet Iron Maidens fjärde turné, i samband med albumet Piece of Mind 1983. 
Turnén omfattade 150 konserter från maj till december 1983.  Det var den första turnén med Nicko McBrain som ny trummis. Det var också den första Iron Maiden-turnén då de aldrig agerade förband.
Turnépremiären var Kingston upon Hull, England den 2 maj 1983, och efter Storbritannien fortsatte turnén ut i Europa och därifrån till USA. Turnéavslutningen på Rock Pop Festival '83 i Dortmund, Tyskland spelades in och sändes i Sveriges Television och Sveriges Radio under vintern 1984.

## Sverige
Två konserter gavs i Sverige: Scandinavium i Göteborg den 3 juni och Johanneshov i Stockholm den 5 juni. Den 5 juni fyllde McBrain 31 år och under extranumren sjung Dickinson och publiken Happy Birthday to You. Därefter fick McBrain, i enlighet med bandets tradition, flera tårtor i ansiktet.
Arrangörerna ställde fortfarande ut stolar på parkett vid rockkonserter, vilket Iron Maiden-publiken kastade åt sidan inför konserten. Under förbandet i Stockholm trycktes det enda kravallstaket upp mot scenen, och arrangörerna fick be publiken backa bakåt inför huvudbandet.

## Låtlista
(Varierande)
Intro: Where Eagles Dare Main Theme Örnnästet, 1968
1. Where Eagles Dare (Piece of Mind, 1983)
2. Wrathchild (Killers, 1981)
3. The Trooper (Piece of Mind, 1983)
4. Revelations (Piece of Mind, 1983)
5. Flight Of Icarus (Piece of Mind, 1983)
6. Die With Your Boots On (Piece of Mind, 1983)
7. 22 Acacia Avenue (The Number of the Beast, 1982)
8. The Number Of The Beast (The Number of the Beast, 1982)
9. Still Life (Piece of Mind, 1983)
10. To Tame A Land (Piece of Mind, 1983)
11. Gitarrsolo (Dave Murray)
12. Trumsolo (Nicko McBrain)
13. Phantom Of The Opera (Iron Maiden, 1980)
14. Hallowed Be Thy Name (The Number of the Beast, 1982)
15. Iron Maiden (Iron Maiden, 1980)
16. Run To The Hills (The Number of the Beast, 1982)
17. Sanctuary (Sanctuary / Iron Maiden, 1980)
18. Drifter (Killers, 1981)
19. Prowler (Iron Maiden, 1980)

### Variationer
- Running Free (Iron Maiden, 1980) Spelades endast 16/10.
- I Got the Fire (Montrose-cover)  Spelades endast 16/15 + 17/5.
- Tush (ZZ Top-cover)  Spelades endast 17/11 + 21/11.

## Nya länder
- Luxemburg

## Banduppsättning
- Bruce Dickinson - sång
- Steve Harris - bas
- Dave Murray - gitarr
- Adrian Smith - gitarr
- Nicko McBrain - trummor